# 乃万暢敏
乃万 暢敏（のま のぶとし、1959年 - ）は、日本の評論家、経営者（皇室・防衛問題）、コメンテーター、YouTuber。東京都渋谷区出身（生まれは港区赤坂）。
学習院において初等科から大学院まで今上天皇の学友であり、今日においてまで家族ぐるみの親交が続いている。その経験をもとに人柄や交友のエピソードなどをメディアを通じて紹介している。YouTubeチャンネル「評論家 乃万暢敏チャンネル」を立ち上げSNSを通じて情報発信を行っており、敬宮愛子内親王の立太子を目指す運動を展開している。

## 学歴
- 学習院初等科卒業
- 学習院中等科卒業
- 学習院高等科卒業
- 学習院大学文学部史学科
- 学習院大学院人文科学研究科

## 来歴
学習院大学院の人文科学研究科修了後、ザ・ペル株式会社に入社しその後、専務取締役として旅行事業部門、データ・サービス部門、教育事業部門、輸入事業部門の統括を務める。
2002年から2009年までの間、特定非営利活動法人ペル教育研究所の理事長を歴任。2003年から2007年にかけては、在京リトアニア共和国の駐日特命全権大使、アルギルダス・クジスの顧問を務め元日本リトアニア友好協会 初代事務局長を歴任。
2006年には、有限会社N&Nを設立。2017年7月から2020年6月まで、フジテレビ報道局社会部の専属コメンテーターとして活動した。ほか、さ山合同会社・乃万オフィスの代表、G-8 INTERNATIONAL TRADING株式会社の取締役兼特別顧問を歴任。このほか防衛省公益財団法人日本国防協会 法人会員、公益財団法人 東郷会 十年会員、多摩川浅間神社氏子青年会 参与。